# Zweitaktöl

Beispiel für eine Zweitakt-Ölflasche mit einem Messdeckel. Das Öl ist blau gefärbt, um es im Benzin leichter erkennbar zu machen. In dieser Flasche erscheint es schwarz, da es nicht verdünnt ist.

Unter Zweitaktöl versteht man im Allgemeinen eine spezielle Sorte von Motoröl, das so konstruiert ist, dass es im Brennraum verbrannt und verbraucht wird. Es bildet zusammen mit Benzin das Zweitaktgemisch.
Das Zweitaktöl kann dem Otto-Zweitakt-Motor per Getrenntschmierung zugeführt werden oder es wird bereits im Tank mit dem Benzin in einem bestimmten, vom Fahrzeughersteller vorgegebenen Verhältnis gemischt.
Moderne Zweitaktöle sind selbstmischend ausgelegt und werden einfach nach Herstelleranweisung beim Tanken mit in den Tank geschüttet.
Manche Zweitaktmotoren erfordern andere Öle, so zum Beispiel der Zweitakt-Dieselmotor. Die Spülungs-, Schmierungs- und Strömungsverhältnisse im vermeintlich einfachen Zweitaktmotor sind aber ohnehin so komplex, dass es sich immer lohnt, die Vorschriften des Motorherstellers genau einzuhalten. Insbesondere auch, was das vorgegebene Mischungsverhältnis bei der Gemischschmierung betrifft.

## Varianten
Wie alle Motoröle gibt es auch Zweitaktöl heute in drei verschiedenen Varianten:
- Zweitaktöl aus Erdöl: hergestellt aus Grundölen, die direkt aus Erdöldestillaten gewonnen werden.
- Teilsynthetisches Zweitaktöl: hergestellt aus einer Mischung von Mineralölen und synthetischen Grundölen.
- Vollsynthetisches Zweitaktöl: hergestellt aus Grundölen, die synthetisch oder nicht direkt aus Erdöldestillaten gewonnen werden.

Prinzipiell unterscheidet sich ein Motoröl für Zweitakt-Ottomotoren nicht von einem Motoröl für Viertakt-Ottomotoren. Erst durch entsprechende Additivierung wird aus dem Grundprodukt ein speziell für Zweitakter geeignetes Motoröl.
Bis in die 1960er Jahre haben viele Fahrer von Zweitaktfahrzeugen unlegiertes Einbereichsöl (meist SAE 30) anstelle spezieller Zweitaktöle verwendet. Dies wurde dann in Mischkannen, die es an jeder Tankstelle gab (oder die man im Kofferraum mitführte) mittels Handpumpe und viel Kraft mit dem Benzin vermischt. Manche Fahrzeugmodelle, wie zum Beispiel der DKW Munga, hatten sogar eine im Tank eingebaute Mischeinrichtung, mit der man das Gemisch beim Tanken und – nach längeren Stillstandsphasen – vor Fahrtantritt aufmischen konnte.
Heute kann man jedoch darauf vertrauen, dass die additivierten, selbstmischenden Zweitaktöle den speziellen Anforderungen des Zweitakt-Ottomotors besser gerecht werden. Sogar für zweitaktende Oldtimer mit ihren prinzipiell anderen Dichtungsmaterialien gibt es speziell angepasste, selbstmischende Zweitaktöle.

## Aufgaben
Im Wesentlichen soll ein gutes Zweitaktöl folgende Aufgaben erfüllen:
- Zylinderlaufbahnen und bewegliche Motorteile wie Kolben, Kolbenringe und Wälzlager durch Schmierung vor Verschleiß schützen (bzw. letzteren auf ein Mindestmaß reduzieren).
- den Kolben durch Schmierung vor dem gefürchteten Klemmen oder Fressen im Zylinder schützen. Insbesondere für Motorradfahrer und Piloten von Leichtflugzeugen bedeuten Kolbenklemmer und Kolbenfresser unmittelbare Lebensgefahr.
- Kolbenringstecken, Kolbenverlackung und Zusetzen der Auslassschlitze durch sauberen, rückstandsfreien Abbrand verhindern.
- Brückenbildung zwischen den Elektroden einer Zündkerze ebenso zuverlässig verhindern wie Selbst- und Glühzündungen des heißen Motors.
- die Wälzlager vor Korrosion schützen.
- sich gut und gleichmäßig mit dem Benzin vermischen.
- die Dichtungen nicht angreifen, damit die Elastomere weder verspröden, schrumpfen noch erweichen.
- bei der Verbrennung möglichst wenig Rauch und Geruchsbelästigung hinterlassen.
- im Auslass- und Auspuffsystem möglichst wenig Verunreinigungen hinterlassen (Ölkohle)

Bei Zweitaktöl, das im Bootsport verwendet werden soll, kommt noch die in vielen Ländern vorgeschriebene, schnelle biologische Abbaubarkeit hinzu.
Bei Zweitaktölen für den Rennsport ergibt sich eine besondere Problematik aus den hohen Temperaturen im Motor. Das Öl muss hier auch bei Temperaturen über 150 °C zuverlässig schmieren. Spezielle Rennöle erreichen deshalb Flammpunkte von 240 °C. Nur besonders für diesen Anwendungszweck entwickelte hochviskose Öle sind auf solche Temperaturen ausgelegt. Allerdings geht diese Auslegung häufig zu Lasten der Raucharmut, der Geruchsbelastung und der Motorsauberkeit.

## Normen
American Petroleum Institute zusammen mit Co-ordinating-European-Council for the Development of Performance Tests for Lubricants and Engine Fuels:
- API TC / CEC TSC-3 heißt die gültige Norm, nachdem die Prüfverfahren für API TA / CEC TSC-1 und API TB / CEC TSC-2 mangels Prüfmotoren nicht mehr durchgeführt werden können.
- API TD / CEC TSC-4 ist eine spezielle Prüfnorm für Zweitaktöle in Außenbordmotoren.

Japanese Automotive Standard Organization zusammen mit International Organization for Standardization:
- JASO FA
- JASO FB ~ ISO EGB
- JASO FC ~ ISO EGC
- JASO FD
- ISO L-EGD stellt in diesen Prüfzyklen die höchsten Anforderungen, während JASO FA nur eine sehr einfache Schmierstoffqualität sichert.

National Marine Manufacturers Association: gültige Norm ist derzeit NMMA TC-W3, die besonderen Wert auf die Anforderungen des Wassersports legt.
Thailand Industrial Standards Institute: speziell für den thailändischen Markt müssen Zweitaktöle nach der TISI 1040 geprüft werden. Wegen der hohen Zweitakter-Fahrzeugdichte in Thailand liegt das Hauptaugenmerk dieser Prüfnorm auf der Raucharmut des Zweitaktöls.